# Liga Mayor de Fútbol Dominicano 2011-12
La temporada 2011-2012 de la Liga Mayor de Fútbol Dominicano fue la séptima edición de esta competición dominicana de fútbol a nivel semiprofesional. En esta temporada participaron solamente 5  equipos, todos de la región sureste del país. Los equipos de la región norte que participaron en la edición anterior como fueron Jarabacoa FC, DOSA-La Vega y Moca FC, decidieron ausentarse del mismo alegando que no existían las condiciones para la celebración del mismo. El inicio del torneo fue postergado en varias ocasiones, y aunque estaba señalado para arrancar el 18 de septiembre del 2018 terminó iniciando el 27 de noviembre. Esta edición de la Liga Mayor es la única competición de fútbol de carácter nacional en la historia del país que no ha contado con equipos de la región Norte del país. 
La temporada contó con apenas 29 partidos siendo la más corta en la historia de la Liga Mayor. Los equipos se enfrentaron en un todos contra todos a triple vuelta, donde cada equipo se vio la cara con el otro en tres ocasiones. Se hicieron 15 jornadas y en cada jornada un equipo diferente recibía un bye o descanso. El torneo comenzó el 27 de noviembre del 2011 y finalizó el 25 de marzo del 2012.
El equipo de Club Atlético Pantoja se proclamó campeón a falta de una jornada para completar el torneo luego de que el Barcelona Atlético empatase 2-2 con O&M FC perdiendo así toda posibilidad de alcanzarlos. Para lograr su título Pantoja se basó en una ofensiva avasallante que contaba con 3 delanteros de la selección nacional como lo eran Inoel Navarro,Domingo Peralta y Darlin Batista. Además contó con otros jugadores de mucha calidad como el haitiano Jean Louis Max, Wellington Agramonte quién fue el portero menos goleado, y quién sería nombrado como el más valioso del torneo Rafael Flores. Fue el tercer título de Liga Mayor para esta institución, luego de los obtenidos en 2004-2005 y 2009. 

## Equipos participantes[1]
| Provincia         | N.º | Equipos                                    |
| ----------------- | --- | ------------------------------------------ |
| Distrito Nacional | 3   | Bauger FC y O&M FC                         |
| San Cristóbal     | 1   | San Cristóbal FC                           |
| Santo Domingo     | 1   | Club Atlético Pantoja y Barcelona Atlético |

## Posiciones finales[3]
Campeón.
| Posición | Equipos               | PJ | PG | PE | PP | GF | GC | DG  | Puntos |
| -------- | --------------------- | -- | -- | -- | -- | -- | -- | --- | ------ |
| 1        | Club Atlético Pantoja | 12 | 9  | 1  | 2  | 38 | 14 | +24 | 28     |
| 2        | Bauger FC             | 12 | 8  | 1  | 3  | 20 | 14 | +6  | 25     |
| 4        | Barcelona Atlético    | 12 | 7  | 2  | 3  | 34 | 19 | +16 | 23     |
| 4        | San Cristóbal FC      | 11 | 1  | 1  | 9  | 11 | 27 | +2  | 16     |
| 5        | Universidad O&M FC    | 11 | 0  | 3  | 8  | 11 | 40 | -29 | 3      |

## Goleadores
| Jugador        | Equipo                | Goles |
| -------------- | --------------------- | ----- |
| Kens Germain   | Barcelona Atlético    | 9     |
| Jonathan Faña  | Bauger FC             | 8     |
| Darlin Batista | Club Atlético Pantoja | 6     |
| Inoel Navarro  | Club Atlético Pantoja | 5     |
| Erick Ozuna    | Barcelona Atlético    | 5     |